# Güell-palota
A Güell-palota (katalánul Palau Güell, spanyolul Palacio Güell, kiejtése: guell) Barcelonában a híres Rambláktól pár lépésre, a Calle Nou de la Rambla 3. szám alatt magasodó épület, Antoni Gaudí munkája, az UNESCO világörökség része.
A katalán modernizmus jegyében született mű Eusebi Güell gróf megbízásának köszönhető, aki 1882-ben ismerte meg és fogadta barátságába az ifjú építész tehetséget. 1885-1889 között jött létre a palota, a gróf lakóhelynek szánta. Igen szűk területen, egy 18 méter x 12 méteres kis helyen kellett megoldania Gaudínak az épület megalkotását. A kis területet a kupola, a nagy üvegablakok és a lépcsők teszik tágassá a bent lakók számára.
A palota külsejét fehér kőburkolat, szigorú homlokzat uralja. Két kapujának íve Gaudí munkáiban később is viszontlátható, már itt a parabolaívhez fordul. Az ajtókon hullámvonalas kovácsoltvasból készült rácsdíszítés látható, mely kígyóformát idéz, s mely a 19. századi szemlélők számára meghökkentőnek bizonyult.
Az épület legalsó szintje a pince, mely piramis formájú tetővel lezárt gomba alakú oszlopokkal rendelkezik, mintegy a palota tartóoszlopaként, alapjaként.
A palota lépcsőháza monumentális hatást nyújt, csiszolt graffiti márványlapokkal rakták ki. A nagyméretű, háromemeletnyi magas központi hall kettős héjazatú parabola kupolával lett ellátva.
Tetőteraszán megjelenik a művész által oly kedvelt csempe-, illetve kerámiaburkolat. Remek kilátás nyílik innen a belvárosi tetőkre és barcelonai panoráma is kiváló.
Az épületben Színháztörténeti Múzeumot és Könyvtárat találhatunk, mivel 1945-ben Barcelona városa a Güell-családtól megvásárolta a palotát és kilenc év múlva elhelyezte itt a tartományi gyűjteményt.
1984-ben az UNESCO bejegyezte Gaudí művét a világörökség listájára.
2004 októbere és 2010 decembere között restaurálás miatt az épület zárva volt.
2011 óta látogatható és végigjárható az egész épület. A részletes fülhallgatós vezetéssel a magyar vonatkozású részletet is megtaláljuk e fantasztikus épület második emeletén. A hálótermek tágas előterében a míves kandalló fölött a rokkával szorgoskodó Árpád-házi Szent Erzsébet nagy méretű képe (Santa Isabel de Hungría) látható Güell gróf feleségének kívánságára, aki ezzel védőszentjét tiszteli. A középkorban Európa-szerte népszerűvé vált szent kultusza ma is fölbukkan Spanyolországban. A szívderítően modern ábrázolás újszerűségét emeli, hogy alkotója, Alexandre de Riquer nem a szokott betegápoló vagy alamizsnálkodó ábrázolást választotta, hanem a mindennapi, még alighogy elfeledett női munkát, a fonást.